# Vestigipoda breviseta
Vestigipoda breviseta är en tvåvingeart som beskrevs av Maruyama och Ronald Henry Lambert Disney 2008. Vestigipoda breviseta ingår i släktet Vestigipoda och familjen puckelflugor. Inga underarter finns listade i Catalogue of Life.